# Amazing Travel DNA
- ラブライブ! > ラブライブ!サンシャイン!! > Aqours > AZALEA > Amazing Travel DNA

「Amazing Travel DNA」（アメイジング トラベル ディーエヌエー）は、2019年12月11日に発売された、ミニユニット「AZALEA」の3rdシングル。

## 概要
前作「GALAXY HidE and SeeK」から約2年7ヶ月ぶりのシングル。ユニットシングル3週連続リリースの第3弾。
表題曲「Amazing Travel DNA」は、『ラブライブ! スクールアイドルフェスティバル』とのコラボ曲。5月30日に行われた「ラブライブ！シリーズ9周年発表会」で発売が発表された。
初回生産分には「AZALEA First LOVELIVE! 〜Amazing Travel DNA〜」のチケット二次先行抽選申込券が付属したが、結果的に完全中止となったため最終的に無効となった。

## チャート功績
12月10日付のオリコンデイリーランキングでは2位にランクイン。12月23日付のオリコン週間ランキングでは3位にランクイン。アニメシングルチャートでは、CYaRon!の「Braveheart Coaster」に続いて3週連続でラブライブ!サンシャイン!!のユニットシングルが週間1位を獲得した。

## 収録曲
- 全作詞：畑亜貴

1. Amazing Travel DNA 
  - 作曲・編曲：山田竜平
2. 空中恋愛論
  - 作曲・編曲：Kohei by SIMONSAYZ
3. メイズセカイ
  - 作曲・編曲：黒川陽介
4. Amazing Travel DNA （Off Vocal）
5. 空中恋愛論（Off Vocal）
6. メイズセカイ（Off Vocal）

### ユニットメンバー
1. 1 2  松浦果南（諏訪ななか）、黒澤ダイヤ（小宮有紗）、国木田花丸（高槻かなこ）